# Diáspora venezolana
La diáspora venezolana se refiere a los ciudadanos venezolanos que viven fuera de Venezuela. En tiempos de crisis económica y política desde la década de 2010, los venezolanos han huido con frecuencia a otros países de América y del extranjero para establecerse en una vida más sostenible. La diáspora venezolana es considerada una de las mayores de la historia reciente de América Latina, con más de 8 millones de venezolanos en diferentes partes del mundo.

## Historia

### SigloXIX
En 1827, un grupo de judíos se mudó de Curazao y se estableció en Coro, Venezuela. En 1855, los disturbios en la zona obligaron a toda la población judía, 168 personas, a regresar a Curazao. La asimilación de los judíos en Venezuela fue difícil, aunque se podían encontrar pequeñas comunidades en Puerto Cabello, Villa de Cura, Carúpano, Río Chico, Maracaibo y Barquisimeto.

### SigloXX
Durante la Segunda Guerra Mundial, el gobierno venezolano rompió relaciones con las potencias del Eje en 1942, y muchos grupos integrados por cientos de germano-venezolanos abandonaron Venezuela para ser repatriados a la Alemania nazi. 
A principios de la década de 1980, el gobierno venezolano había invertido mucho en la infraestructura y las comunicaciones del país, aunque a mediados de esa década, cuando Venezuela enfrentó dificultades económicas y aumentó la desigualdad, algunos venezolanos emigraron. Nuevamente, en el pico de las dificultades socioeconómicas de Venezuela a fines de la década de 1990, los venezolanos comenzaron a emigrar una vez más, y algunos intentaron ingresar a los Estados Unidos legal e ilegalmente.

### SigloXXI
Durante la Revolución Bolivariana, muchos venezolanos buscaron residencia en otros países. Según Newsweek, la diáspora venezolana representa un cambio radical a gran escala en comparación con el siglo XX, cuando Venezuela era un refugio para inmigrantes que huían de la represión y la intolerancia del Viejo Mundo. El diario El Universal explicó cómo la diáspora se debe al deterioro de la economía y el tejido social, la delincuencia rampante, la incertidumbre y la falta de esperanza de un cambio de liderazgo en el futuro cercano.
En 1998, el año en que Chávez fue elegido por primera vez, solo 14 venezolanos recibieron asilo en Estados Unidos. Para septiembre de 1999, 1.086 venezolanos recibieron asilo según los Servicio de Ciudadanía e Inmigración de los Estados Unidos. Se ha calculado que de 1998 a 2013, más de 1,5 millones de venezolanos (entre el 4% y el 6% de la población total de Venezuela) abandonaron el país tras la Revolución Bolivariana. Los antiguos residentes venezolanos se han visto impulsados por la falta de libertad, los altos niveles de inseguridad y las oportunidades inadecuadas en el país, arriesgando sus vidas a veces caminando por el Tapón del Darién. También se ha informado de que algunos padres en Venezuela alientan a sus hijos a abandonar el país debido a las inseguridades que enfrentan los venezolanos. Esto ha provocado una importante fuga de talentos en Venezuela.

## Apoyo internacional
En 2017, el presidente de Perú, Pedro Pablo Kuczynski, expresó públicamente su apoyo a los inmigrantes venezolanos, creando el Permiso Temporal de Permanencia (PTP).
En 2018, el Ejército Brasileño lanzó la Operación Acogida para ayudar a los inmigrantes venezolanos que llegan al estado de Roraima, que limita con Venezuela.